# Kompatibilismus und Inkompatibilismus
Kompatibilismus, auch „weicher Determinismus“ genannt, ist eine Theorie, nach der freier Wille und Determinismus miteinander vereinbar sind. Einer der bekanntesten Vertreter des Kompatibilismus ist David Hume. Nach Hume bedeutet „freier Wille“ nicht die Fähigkeit, unter exakt gleichen inneren und äußeren Bedingungen jeweils eine andere Entscheidung zu treffen. Vielmehr versteht er darunter eine hypothetische Fähigkeit, eine andere Entscheidung zu treffen, wenn der Mensch psychologisch durch andere Wünsche oder Überzeugungen anders disponiert gewesen wäre. Laut Hume werden alle freien Handlungen durch Entscheidungen verursacht, die aufgrund von Wünschen, Überzeugungen und Charaktereigenschaften getroffen werden. In Humes Vorstellung von Determinismus gibt es zwar einen Entscheidungsprozess, dieser wird jedoch bestimmt durch eine Kausalkette von Ereignissen.
So ist nach einem Beispiel des stoischen Philosophen Chrysippos ein an einem Karren festgebundener Hund, der sich „frei“ entscheidet, diesem nachzufolgen, „determiniert“ durch Bedingungen (z. B. den Wagen), die bereits vorhanden waren, als die Entscheidung getroffen wurde.
Einige Kompatibilisten sehen im Determinismus sogar eine notwendige Voraussetzung für die Existenz des freien Willens. Da freie Handlungen und Entscheidungen nur dann frei sind, wenn sie aus Gründen erfolgen, erfordert Willensfreiheit den Determinismus, nämlich den Determinismus durch Gründe. Dieser Argumentation zufolge ist es paradoxerweise der Determinismus, der die Willensfreiheit stützt und nicht der Indeterminismus. Dieses Argument wird als Intelligibilitätsargument bezeichnet und von Daniel C. Dennett wie folgt kommentiert: 

„Determinism is the friend, not the foe, of those who dislike inevitability“

Inkompatibilismus ist die entgegengesetzte Sicht, dass freier Wille und Determinismus inkompatibel sind. Die „pessimistische“ Version besagt, dass weder Determinismus noch Indeterminismus einen freien Willen zulassen. Nach Humes oben genannter Auffassung gibt es keinen freien Willen ohne Determinismus. Hingegen geht die inkompatibilistische Position davon aus, dass „freier Wille“ sich auf echte (absolute, ultimative) alternative Möglichkeiten von Wünschen, Überzeugungen oder Handlungen bezieht und dass solche Möglichkeiten in kompatibilistischen Definitionen nicht vorkommen. Nur diese absolute Auffassung von Freiheit verträgt sich demnach mit der Vorstellung individueller Verantwortung. Kompatibilisten entgegnen, dass solche absoluten alternativen Möglichkeiten ihre Ursache nur im Zufall haben können, was die Verantwortlichkeit des Einzelnen verringere.
Es gibt Auffassungen, die nicht so leicht zu kategorisieren sind. Im Libertarianismus wird die Position vertreten, dass die Erfahrung des freien Willens eine nicht-deterministische Welt voraussetze. Einige Vertreter dieser Anschauung gehen von einem Determinismus in der „physikalischen“ Welt aus, postulieren jedoch, dass es für „geistige“ Ereignisse keine Begrenzungen gibt.
Eine prägnante Beschreibung der beiden Begriffe ist in der Stanford Encyclopedia of Philosophy zu finden:

“The thesis of determinism says that everything that happens is determined by antecedent conditions together with the laws of nature. Incompatibilism is the philosophical thesis that if determinism is true, then we don't have free will. The denial of incompatibilism is compatibilism; a compatibilist is someone who believes that the truth of determinism does not rule out the existence of free will.”

„Die Auffassung des Determinismus besagt, dass alles, was geschieht, bestimmt ist durch vorangehende Bedingungen in Verbindung mit den Naturgesetzen. Inkompatibilismus ist die philosophische Auffassung, dass wir dann, wenn der Determinismus der Wahrheit entspricht, keinen freien Willen haben. Die Ablehnung des Inkompatibilismus ist der Kompatibilismus: Ein Kompatibilist ist jemand, der glaubt, dass die Wahrheit des Determinismus einen freien Willen nicht ausschließt.“

William James, der amerikanische Philosoph und Mitbegründer des philosophischen Pragmatismus, prägte den Begriff „weicher Determinist“ in einem einflussreichen Essay mit dem Titel The Dilemma of Determinism. Er vertrat die Meinung, dass die Bedeutung der Frage des Determinismus nicht in der persönlichen Verantwortlichkeit liege, sondern in der Hoffnung. Er ging davon aus, dass kompromissloser Determinismus entweder zu blankem Pessimismus führe oder zu einem degenerierten Subjektivismus im moralischen Urteilen. Demnach ist der Ausweg aus diesem Dilemma, die Rolle des Zufalls zu akzeptieren. Laut James kann auf den Begriff des „freien Willens“ auf diesem Hintergrund auch ganz verzichtet werden, er debattiere lieber über Sachfragen als über Bezeichnungen.